# Homorhizie

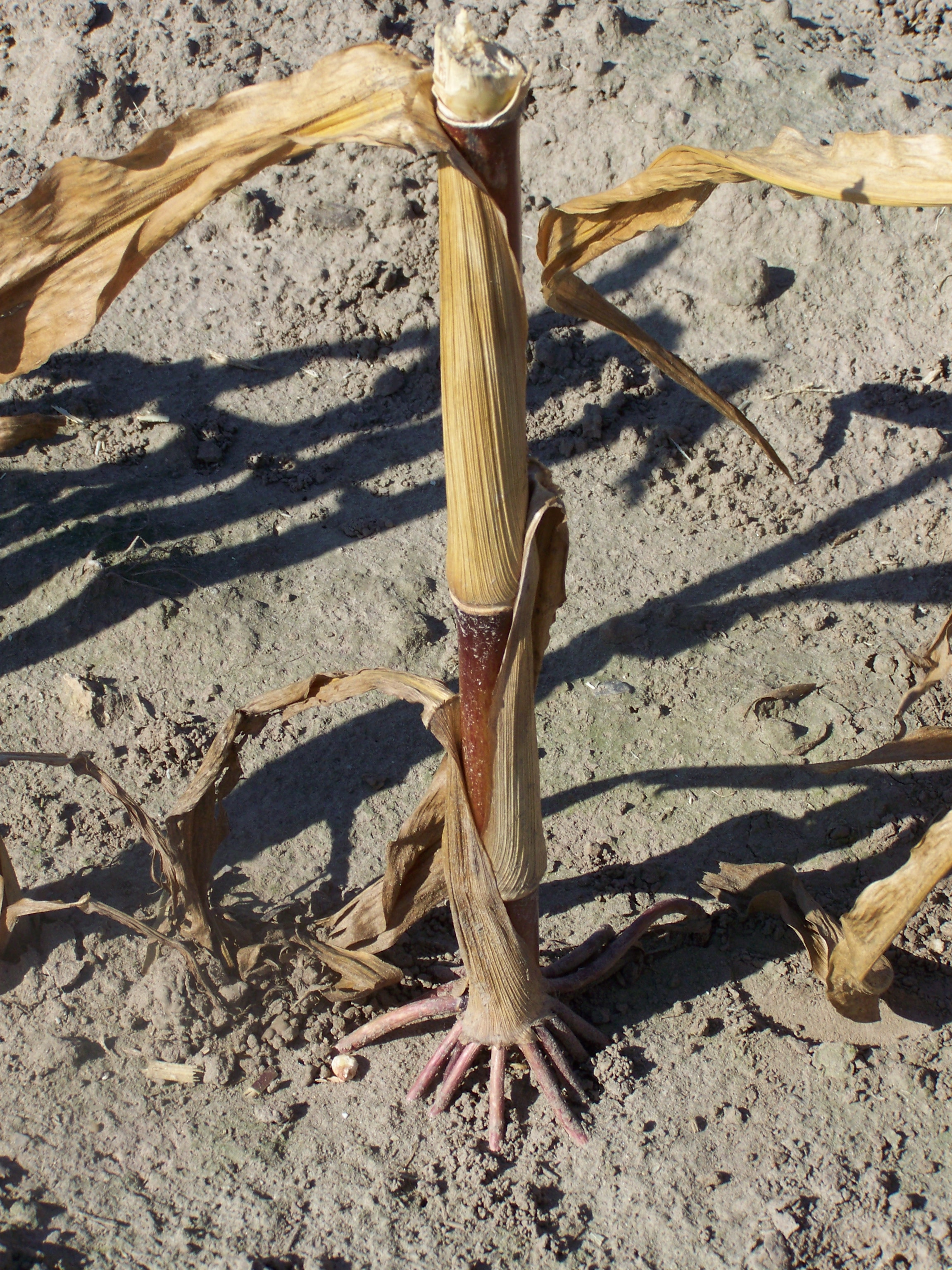
Homorhize Bewurzelung bei Mais

Unter Homorhizie versteht man in der Botanik einen Bewurzelungstyp, der der Allorhizie gegenübersteht. Das Wurzelsystem besteht nur aus morphologisch gleichwertigen Wurzeln und entsteht aus sprossbürtigen Wurzeln.
Es werden zwei Typen von Homorhizie unterschieden:
- Primäre Homorhizie: Bewurzelungstyp der Gefäßsporenpflanzen wie etwa Farne, bei dem alle Wurzeln als sprossbürtig angesehen werden können und somit keine Hauptwurzel identifizierbar ist.
- Sekundäre Homorhizie: Bewurzelungstyp der Monokotylen (Einkeimblättrigen) und einzelner Dikotylen (Zweikeimblättrigen), bei dem alle Wurzeln als sprossbürtig angesehen werden können, bei dem die Haupt- oder Keimwurzel in der Ontogenese jedoch frühzeitig abstirbt.

Der Begriff setzt sich zusammen aus der Vorsilbe homós (altgriechisch ὁμός) ‚gleich‘ und rhízōma (altgriechisch ῥίζωμα) ‚Eingewurzeltes‘.